# Porcelainshunden
|  | Denne artikel er oprettet af botten Steenthbot ud fra en ekstern database. Den kan derfor have sproglige fejl eller mangler. Denne skabelon kan fjernes efter kontrol af indholdet. |

Porcelainshunden er en dansk dokumentarfilm fra 2008 instrueret af Ida Grøn.

## Handling
En hjertevarm fortælling om to tilsyneladende diamentralt modsatte verdner, som krydses, da et ældre dansk ægtepar, Dan og Rosa, donerer et hus til et ældre burundiansk ægtepar, Mavumbo og Marceline. At opleve og overleve bliver spørgsmålet i dette visuelle kultursammenstød. Med husprojektet følger en historie om ægteskabers spidsfindige kærlighed og forestillinger om “det andet”.